# Афанасьев, Виктор Васильевич (писатель)
Монах Ла́зарь (в миру Виктор Васильевич Афана́сьев; 20 мая 1932, Москва, — 5 марта 2015, там же) — русский поэт, писатель, литературовед. Член Союза писателей СССР (с 1971). Автор биографических книг о русских поэтах XIX века. С 1990-х годов писал в основным на темы, связанные с православием. В 1999 году принял монашество.

## Биография
Родился 20 мая 1932 года в Москве.
Рано полюбил искусство и ощутил желание писать. В 1944—45 годах выпускал рукописный журнал «Памяти прошлого» (вместе со старшим товарищем библиографом И. С. Павлушковым).
Начал публиковаться в 1946 году: стихи В. В. Афанасьева были напечаты в газете «Пионерская правда». В это же время знакомится с будущим литературоведом, историком и публицистом В. В. Кожиновым. Отношения с ним В. В. Афанасьев поддерживал вплоть до смерти В. В. Кожинова в 2001 году.
Учился в ремесленном училище при типографии «Правды» на переплётчика, служил в армии, работал в Норильске, в московских театрах рабочим сцены, в литературной консультации Союза писателей.
В 1969 году выходит первый сборник стихов.
В 1970-е годы начинают издаваться книги и статьи В. В. Афанасьева, посвященные русским поэтам первой половины XIX века. Наибольшую известность получили биографии К. Ф. Рылеева (1982), В. А. Жуковского (1986) и М. Ю. Лермонтова (1991), вышедшие в серии «Жизнь замечательных людей». В 1970-е — 1980-е годы издательство «Детская литература» выпускает серию книг В. В. Афанасьева о жизни и творчестве поэтов: И. И. Козлова (1977), К. Н. Батюшкова (1987), Н. М. Языкова (1990).
В 1999 году, в возрасте 67 лет, на московском подворье Свято-Введенской Оптиной пустыни принял монашеский постриг с именем Лазарь. Жил в Москве. В 2006 году поселяется в Сергиевом Посаде. После принятия малой схимы основной темой творчества писателя становится религия. Создаются книги об истории русского монашества, пишутся православные детские сказки, а также стихи и воспоминания. Однако литературоведение остаётся одной из линий его творчества.
Скончался 5 марта 2015 года в Москве. 7 марта в монастыре Оптина пустынь состоялось отпевание монаха Лазаря, которое возглавил скитоначальник игумен Тихон (Борисов). Монах Лазарь был погребен на монастырском кладбище рядом с могилами убиенных оптинских насельников иеромонаха Василия, иноков Ферапонта и Трофима, жития которых он написал.

## Труды

### Работы по истории русской литературы
- Загадка Крылова // Первое сентября. — 2000. — № 41.
- Лермонтов. — М.: Молодая гвардия, 1991. — (Жизнь замечательных людей). ISBN 5-235-01518-5
- Там, за далью непогоды… — М.: Детская литература, 1990. ISBN 5-08-001791-0
- Свободной музы приношенье. Литературные портреты. Статьи. — М.: Современник, 1988. ISBN 5-270-00309-0
- Ахилл, или Жизнь Батюшкова. — М.: Детская литература, 1987.
- Жуковский. — М.: Молодая гвардия, 1986; 1987. — (Жизнь замечательных людей).
- Рылеев. — М.: Молодая гвардия, 1982. — (Жизнь замечательных людей).
- Тропа к Лермонтову. — М.: Детская литература, 1982. /В соавторстве с П. Боголеповым/
- «Родного неба милый свет…» — М.: Детская литература, 1981.
- Жизнь и лира. — М.: Детская литература, 1977.

### Подготовленные издания русских поэтов
- Лермонтов М. Ю. Поэзия. Проза / Вступ. ст. В. Афанасьева. — М.: АСТ, АСТ Москва, 2009. — (Золотой фонд мировой классики).
- Люблю отчизну я… Лермонтовские места / Сост. В. Афанасьев. — М.: Советская Россия, 1989. ISBN 5-268-00422-0
- Сатира русских поэтов первой половины XIX в. Антология. / Сост. и вступ. статья В. Афанасьева. — М.: Советская Россия, 1984.
- Полярная звезда. Альманах, изданный А. Бестужевым и К. Рылеевым (1823—1825). — М.: Советская литература, 1982. — (Школьная библиотека).
- Огарев Н. Стихотворения и поэмы / Сост., вступ. статья и примеч. В. Афанасьева. — М.: Советская Россия, 1980.

### Художественные произведения
- Цепь золотая: сборник стихотворений. — М.: Советский писатель, 1969
- Зреет жатва : Духов. стихотворения и поэмы. — Москва : Отчий дом, 1999. — 190 с. — ISBN 5-7676-0126-7
- Выше неба голубого : Правосл. стихи для детей. — Москва : Отчий дом, 1999. — 62 с. — (Православная детская библиотека). — ISBN 5-86809-073-X
- Напоминание о рае : Рассказ из жизни преподоб. Варсонофия Оптинского : [Кн. для детей]. — Козельск : Свято-Введ. Оптина пустынь, 2000. — 15 c. — ISBN 5-86594-054-6
- Добрый пастырь : Опт. старец Амвросий и дети : [Кн. для детей]. — [Козельск] : Свято-Вед. Оптина Пустынь, 2000. — 15 с. — ISBN 5-86594-052-X
- Кот старца Нектария : Из жизни преподобного Нектария Оптинского. — [Козельск] : Свято-Введенская Оптина пустынь, 2001. — 21 с. — ISBN 5-86594-064-3
- За други своя : Жизнь и подвиг юного князя Олега Константиновича Романова. — Рязань : Зерна, 2003 (ПИК ВИНИТИ). — 63 с. — ISBN 5-901936-11-6
- Идёт Спаситель : стихи монаха Лазаря, напис. для детей. — Москва : ПолиграфАтельеПлюс, 2005. — 60 с.
- Ангел на башне: Антология. — М.: Русский Хронографъ, 2010. ISBN 5-85134-107-6
- Божия пристань. — Москва : Сибирская Благозвонница, 2011. — 316 с. — ISBN 978-5-91362-416-1

### Труды по истории Русской Православной Церкви
- Златокрылый феникс : Монашеский подвиг святителя Игнатия (Брянчанинова). — [Козельск] : Свято-Введенская Оптина пустынь, 2000. — 222 с.
- Житница жизни: страницы истории и духовного бытия Оптиной Пустыни. — Козельск: Свято-Введ. Оптина Пустынь, 2005. — 253 с.
- Оптинские были : Очерки и рассказы из истории Введенской Оптиной Пустыни. — Москва : Рус. Хронографъ, 2003. — 734 с. — ISBN 5-85134-038-X
- По образу древних : ист. очерки из жизни Иоанно-Предтеч. Скита. — [Козельск] : Изд. Оптиной Пустыни, 2004. — 71 с.
- Сказание о святой равноапостольной Нине, просветительнице Грузии. — М.: Сибирская Благозвонница, 2009. — ISBN 978-5-91362-176-4
- Святой преподобный Нил Сорский. — М.: Сибирская Благозвонница, 2009. — ISBN 978-5-91362-137-5

### Подготовленные издания церковных писателей
- Чтение по Закону Божьему. — М.: Сибирская Благозвонница, 2010. ISBN 978-5-91362-279-2
- Аскетирион. Православное монашество в Египте IV—V вв. — М.: Русский Хронографъ, 2007. ISBN 5-85134-038-X
- Старость — дар Божий. Слова утешения для пожилых прихожан православного храма. — М.: Русский Хронографъ, 2005.

### Сказки
- Удивительная история маленького ежика, рассказанная монахом Лазарем. — Москва : Рус. Хронографъ, 2002. — 63 с. — ISBN 5-85134-020-7
  - Удивительная история маленького ёжика, рассказанная монахом Лазарем. — Москва : Русский хронограф, 2019. — 64 с. — ISBN 978-5-85134-020-8. — 10000 экз.
- Как божья коровка на небо летала / Худож. Ю. Кравец. — Рязань : Зёрна, 2002. — 16 с. — (Для самых маленьких). — ISBN 5-901936-09-4
  - Как Божья Коровка на Небо летала. — М.: Издательский Совет Русской Православной Церкви, 2008. — (Книжки маленького Ёжика). ISBN 5-94625-109-0, ISBN 5-94625-150-3
- Удивительные истории маленького ёжика, рассказанные монахом Лазарем: сказочная повесть в 2 кн. — Москва : Издат. Совет Русской Православной Церкви, 2006. — 107 с. — ISBN 5-94625-109-0
  - Удивительные истории маленького Ёжика, рассказанные монахом Лазарем: повесть-сказка в двух книгах. — Изд. доп. и перераб. — Москва : Изд-во Московской патриархии Русской православной церкви, 2019. — 109 с. — ISBN 978-5-88017-253-5 : 5000 экз.
- Звери-погорельцы. — М.: Издательский Совет Русской Православной Церкви, 2008. — (Книжки маленького Ёжика).
- Одинокая сосна. — М.: Издательский Совет Русской Православной Церкви, 2008. — (Книжки маленького Ёжика).
- Семь ромашек из рая. — М.: Издательский Совет Русской Православной Церкви, 2008. — (Книжки маленького Ёжика).
- Удивительные истории Зяблика. — М.: Издательский Совет Русской Православной Церкви, 2009. ISBN 978-5-94625-286-7
- Тимоша в лесу: (приношение современному отрочеству) : рассказы. — Москва : Сибирская благозвонница, 2010. — 109 с. — ISBN 978-5-91362-253-2
- Удивительные книжки маленького Ёжика : сборник сказок. — Москва : Изд-во Московской патриархии Русской православной церкви, 2020. — 98 с. — (Детская православная литература). — ISBN 978-5-88017-838-4. — 3000 экз.
- Удивительные истории зяблика, маленькой птички, вестницы весеннего тепла, и его друзей из деревни Палики, что на реке Жиздре, рассказанные монахом Лазарем. — Москва : Изд-во Московской Патриархии Русской Православной Церкви, 2020. — 83 с. — ISBN 978-5-88017-844-5. — 2 000 экз.